# Macrozamia lomandroides
Macrozamia lomandroides — вид голонасінних рослин класу саговникоподібні (Cycadopsida).
Етимологія: від роду Lomandra та латинського закінчення -oides — «що нагадує», з передбачуваною схожість рослини цього виду на Lomandra.

## Опис
Рослини без наземного стовбура, стовбур 10–17 см діаметром. Листя 2–6 в кроні, яскраво-зелене, напівглянсове, завдовжки 30–80 см, з 50–90 листових фрагментів; хребет сильно спірально закручений, прямий; черешок 6–14 см завдовжки, прямий або загнутий назад, без шипів. Листові фрагменти прості; середні — завдовжки 200—300 мм, 9–14 мм завширшки. Пилкові шишки веретеновиді, 12–15 см завдовжки, 4–5 см діаметром. Насіннєві шишки яйцюваті, завдовжки 12–18 см, 7–9 см діаметром. Насіння яйцеподібне, 22–26 мм завдовжки, 18–22 мм завширшки; саркотеста червона.

## Поширення, екологія
Країни поширення: Австралія (Квінсленд). Цей вид зростає серед трав в сірому, мулистому суглинку на плоских ділянках під високим відкритим лісом.

## Загрози та охорона
Цей вид був порушений руйнуванням місця існування в результаті розширення сільськогосподарських робіт. Це призвело до зниження життєвого середовища, що оцінюється в 50-80% за останні 50 років. Надмірний збір рослин для садівничих цілей також вплинув на популяції. Рослини зустрічаються в англ. Burrum Coast National Park. 